# Турфанська водна система

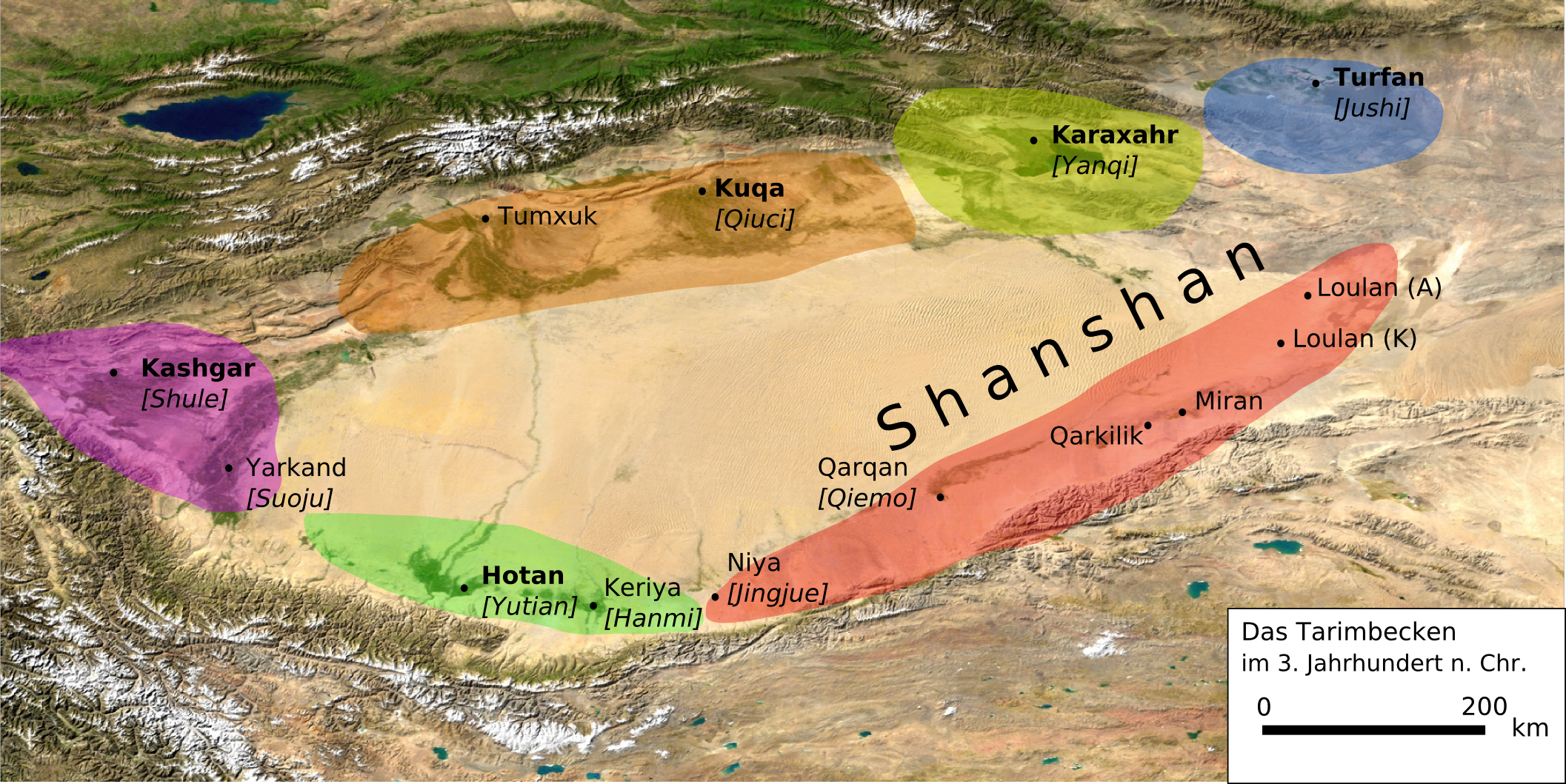
Розташування Турфану на Великому Шовковому шляху

Турфанська водна система (місцева назва «кяризна» водна система) знаходиться в Турфані, Турфанська улоговина, Сіньцзян, Китай, була внесена в перелік як один з трьох найбільших водних проектів древнього Китаю разом з Дуцзян'янь, і Великим каналом Китаю. «Кяриз» — найважливіший винахід Турфану.
Слово «кяриз» уйгурською має значення «добре». В Турфані є Турфанський Водний Музей присвячений його «кяризній» водній системі, також там є інші історичні експонати.
Турфанська водна система мала ключове значення в розвитку Турфана як важливої зупинки на древньому Великому Шовковоу шляху в украй бесплідній і ворожій для людини пустелі Такла-Макан.

## Опис

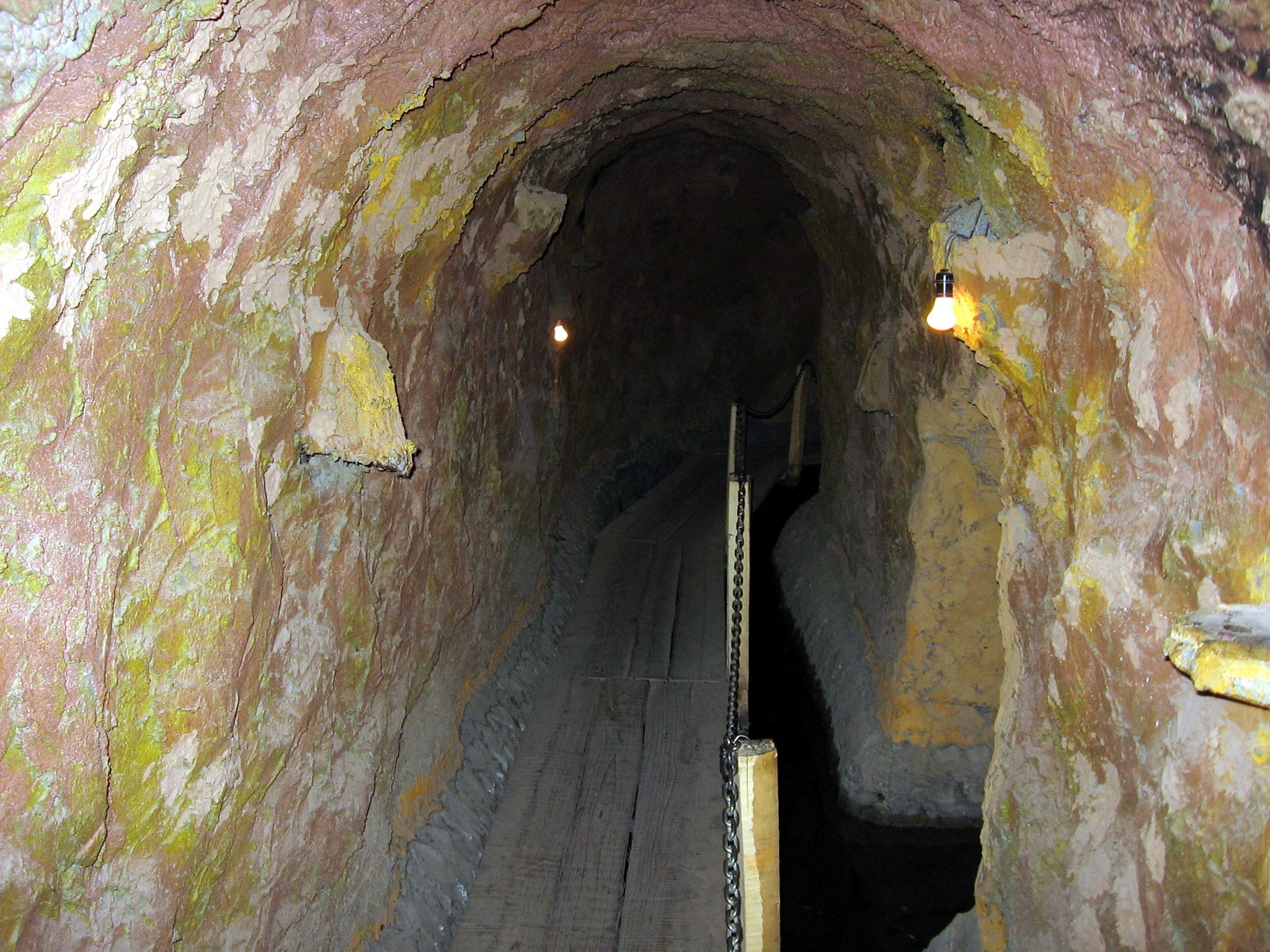
Підземний канал, Турфанський Водний музей, Сіньцзян, Китай

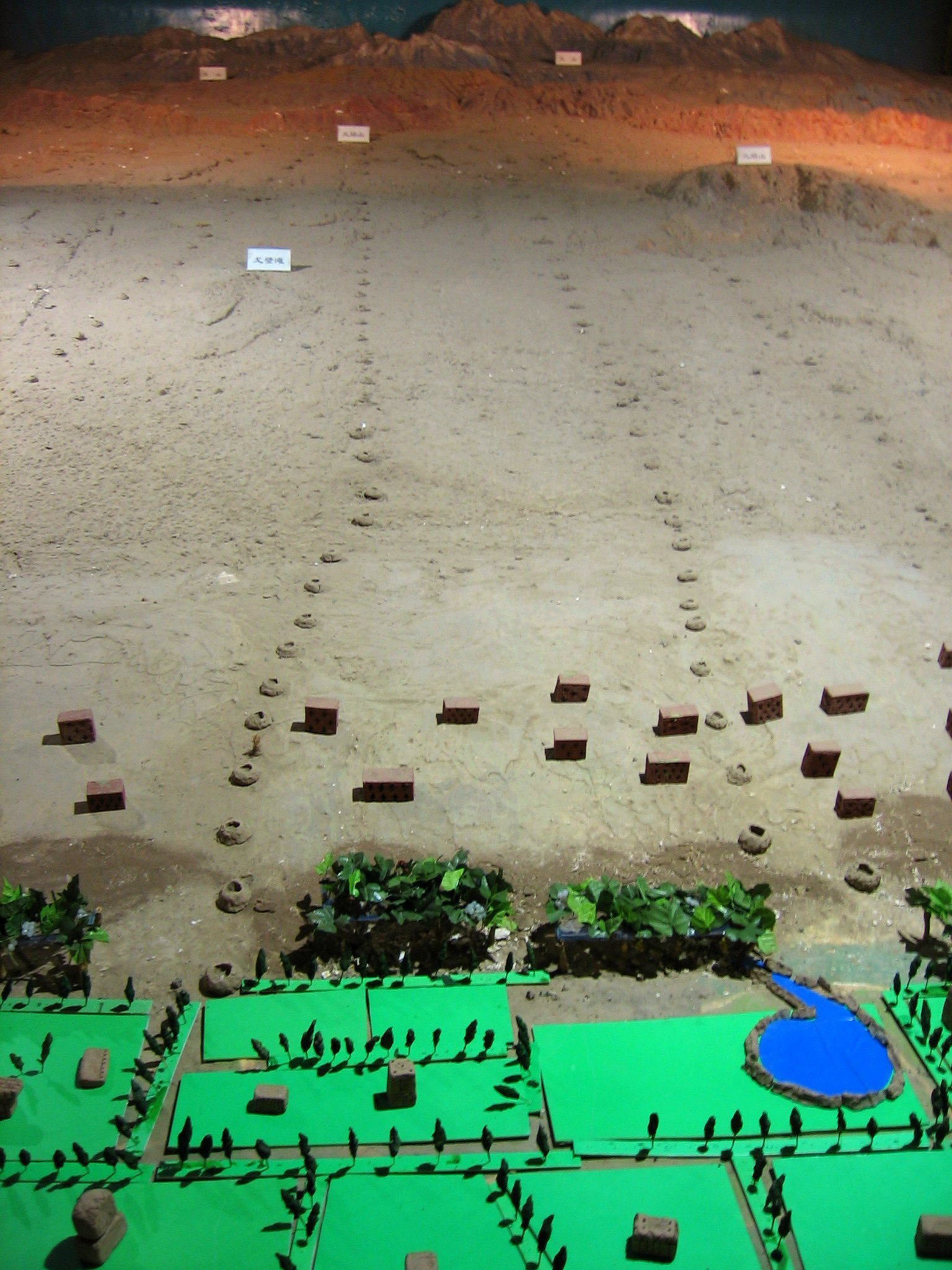
Модель Водної Системи (Турфанський водний музей): Вода збирається з гір і підземними каналами подається на поля

Кяризна водна система Турфану складається з системи вертикальних колодязів і горизонтальних підземних каналів які збирають воду з оточуючих гір — Тянь-Шаню і Палаючих гір. Канали направляють воду на долину, використовуючи перепад висот. Канали головним чином підземні, щоб зменшити випаровування.
Система має колодязі, дамби і підземні канали, побудовані щоб зберегти воду і керувати кількістю водного потока. Турфанська водна система була побудована за часів Династії Хань (206 до н. е. — 24 н. е.).
В Сіньцзяні, найбільша кількість кяризних колодязів знаходиться в Турфанській улоговині, де на сьогодня в дії понад 1100 кяризних колодязів і каналів, загальною довжиною понад 5000 кілометрів. Місцева географія сприяє використанню кяризів. Турфан розтошований у другій в світі за глибиною улоговині з загальною площею земель розташованих нижче за рівень світового океану понад 4 000 км².
Вода природно тече вниз з найближчих гір під час дощового сезону в підземному руслу до улуговини в пустелі. Турфанське літо вельми спекотне і сухе з вітряними періодами ветра. Вода кяризів забезпечує Турфан цілорічно..

## Західний маршрут водно-транспортного проєкту Південь-Північ
Китай планує прорити 1000-кілометровий підземний водогон для виведення води з Тибетського плато, найбільшого водного резервуару світу, річки Ярлунг-Цангпо (верхня течія Брахмапутри) у Таримський басейн, розташований у Сіньцзян-Уйгурському автономному районі, для вирощування аграрної продукції. Також уряд КНР оголосив про урядові плани та техніко-економічні обґрунтування будівництва великої греблі для використання гідроелектроенергії та відведення води в інші райони Китаю. Розмір греблі в ущелині Цонпо перевищить розмір греблі «Три ущелини», оскільки передбачається, що така станція буде генерувати 50 000 мегават. Це загрожує відтоком значних обсягів води й падінням її рівня в нижній течії річки з катастрофічними наслідками для тамтешнього численного населення.
Станом на 2016 рік побудувано 10 дамб на Брахмапутрі й іще 18 будується, що означатиме подальше зменшення кількості води, яку отримують Індія й Бангладеш.
Друга фаза проекту водовідведення Дяньчжун включає постачання води у муніципальні заклади, сільськогосподарські та промислові зони Юньнані у посушливі періоди. Передбачається будівництво 300-кілометрового каналу для перекидання щороку до 17 млрд м³ прісної води з Тибету для порятунку річки Хуанхе, що живить величезну кількість населення Китаю, але критично міліє й утрачає ресурс.
Наразі реалізацію обох зазначених проєктів стримують висока вартість і брак необхідних технологій.